# TV Animal
O TV Animal foi um programa de televisão brasileiro exibido pelo SBT, que surgiu em 30 de outubro de 1988.
O programa tinha como foco a preservação da fauna, exibindo reportagens e promovendo gincanas com artistas brasileiros.

## Apresentadores
Entre 1988 e 1992 o programa foi apresentado por Gugu Liberato. Em 1995 começou a ser apresentado por Angélica e no ano seguinte foi substituída por Eliana.  Em 9 de outubro de 2009 voltou ao ar com Beto Marden e foi extinto em 26 de fevereiro de 2010.

## Histórico

### Quadro de estreia
O quadro fixo estreou em 30 de outubro de 1988, com apresentação de Gugu Liberato, dentro do Programa Silvio Santos. A fase apresentada por Gugu durou até 11 de outubro de 1992, quando foi substituído pelo Programa de Vídeos. Gugu chegou a apresentar, em 1993, uma releitura do programa chamado de Domingugu. Ainda no mesmo ano, a emissora reprisou algumas edições exibidas entre 1988 e 1992, na faixa das 16 horas.

### Programa diário no SBT
No dia 9 de outubro de 1995, o programa passou a ser diário e teve Angélica como apresentadora. Com esse novo formato, a audiência do horário foi dobrada.
Despertando ainda mais o interesse da Rede Globo pela apresentadora. 
O SBT tinha decidido encerrar o TV Animal em Julho, pois o programa já não estava dando o retorno esperado, porém a Angélica saiu da emissora em abril. Com a saída de Angélica para a Rede Globo no dia 26 de abril de 1996, o programa passou a ser comandado por Eliana, que apresentou o TV Animal, até acabar o contrato com os anunciantes do programa, encerrando assim em 19 de julho do mesmo ano, mesmo apresentando bons números de audiência, e agradando o público com a troca de apresentadoras, o SBT resolveu cancelar o programa.

### Retorno do programa
O programa retornou a grade do SBT 13 anos depois, em 9 de outubro de 2009, na faixa de shows SBT Show, substituindo o programa 10 Anos Mais Jovem, que teve sua primeira temporada completa.
Além de reality shows envolvendo animais e brincadeiras divertidas no palco, o programa contou com o Mr. Dog, uma espécie de Super Nanny para animais domésticos. Um dos destaques da nova versão foram os quadros de Roberta Peporine, que foram reclamar o direito dos animais, defendê-los de maus tratos e resgatá-los, buscando um dono para eles, no quadro Novo Dono. Era exibido todas as sextas-feiras, às 20h15, na faixa SBT Show, do SBT. O último programa foi ao ar no dia 26 de fevereiro de 2010, saindo da programação com a nova grade.
Desde a segunda metade de 2024, o canal de streaming +SBT, vem reprisando em seu canal ao vivo +Saudade, os episódios na integra, em ordem de lançamento, com revezamento de seus apresentadores. 